# Alluaudomyia punctivenosa
Alluaudomyia punctivenosa är en tvåvingeart som beskrevs av Wirth och Eileen D. Grogan 1988. Alluaudomyia punctivenosa ingår i släktet Alluaudomyia och familjen svidknott. Inga underarter finns listade i Catalogue of Life.